# Leif Eriksson upptäcker Amerika
Leif Eriksson upptäcker Amerika (norska: Leiv Eiriksson oppdager Amerika) är en oljemålning av den norske konstnären Christian Krohg. Den målades 1893 och ingår sedan 1900 i Nasjonalmuseet for kunst, arkitektur og designs samlingar i Oslo. 
Den monumentalt stora (313 x 470 cm) historiemålningen skildrar hur vikingen och sjöfararen Leif Eriksson, född på Island och boende på Grönland, som första europé upptäcker Amerika (Vinland). Krogh deltog med tavlan i en tävling, utlyst av den norsk-amerikanska föreningen Leif Eriksson Memorial Association 1892, som han vann i konkurrens med åtta andra konstnärer. Syftet var att visa tavlan på världsutställningen i Chicago 1893 som arrangerades för att fira 400-årsjubileet av Christofer Columbus ankomst till Amerika (vilket dock skedde 1492). Efter världsutställningen ägdes tavlan av Leif Eriksson Memorial Association som år 1900 donerade verket till Nasjonalmuseet for kunst, arkitektur og design.
Krohg var en portalfigur inom det norska konstlivet och betydelsefull för naturalismen och därefter impressionismens införande i Norge. Han kom 1879 första gången till Skagen där han kom att ingå i konstnärskolonin Skagenmålarna (han är avbildad i Peder Severin Krøyers Hipp, hipp, hurra! Konstnärsfest på Skagen). I sina målningar avbildar han ofta fiskare och sjömän, till exempel i Hardt le som målades 1892 – ett år före Leif Eriksson upptäcker Amerika.  

## Bildgalleri

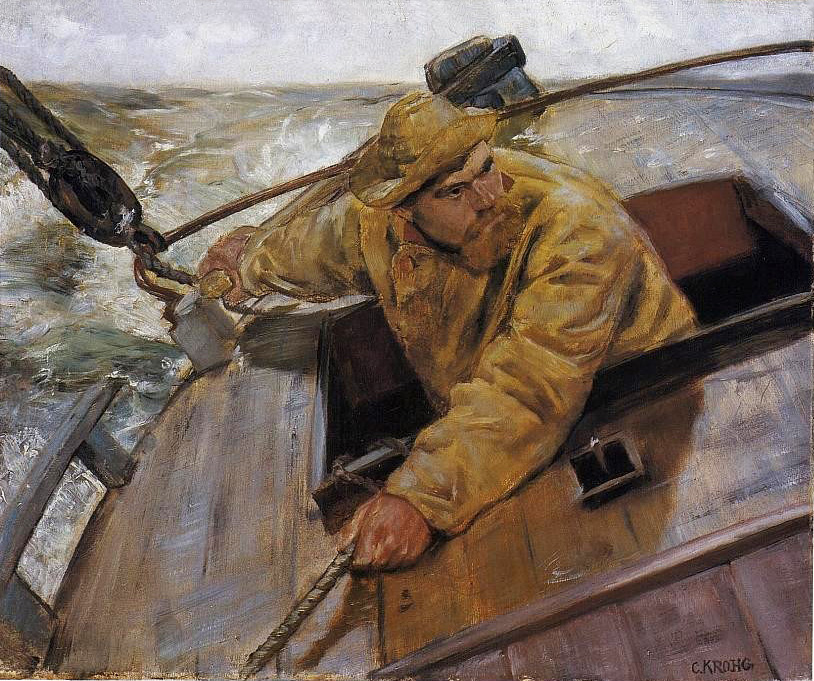
Krohg porträtterade ofta sjömän och fiskare. Hardt le (1892), Nasjonalmuseet for kunst, arkitektur og design.
Den monumentalt stora Leif Eriksson upptäcker Amerika är 313 cm hög och 470 cm bred.